# Ernst Johann Schmitz
Ernst Johann Schmitz (18 mai 1845 – 3 décembre 1922) est un naturaliste, ornithologue et entomologiste allemand.

## Biographie
Schmitz étudie au Collegium Marianum (de) à Neuss. Après son baccalauréat, il entre en 1864 dans l'ordre missionnaire de Saint-Vincent-de-Paul (Vincentins/Lazaristes) à Cologne, où il est ordonné prêtre en 1869. Il travaille ensuite comme inspecteur à l'Académie de chevalerie rhénane à Bedburg jusqu'en 1873. Il s'installe à Madère à la fin des années 1870, et devient vice chancelier du séminaire de Funchal entre 1891 et 1898, puis à nouveau entre 1902 et 1908. Il est alors naturalisé citoyen portugais. De 1898 à 1902 il travaille en Belgique. En 1908 il se rend en Palestine pour s'occuper de l'hospice Saint-Paul à Jérusalem jusqu'en 1914. Il occupe ensuite des fonctions similaires à Tabgha, Damas et finalement à Haifa où il meurt en 1922.
Schmitz est connu pour ses travaux d'histoire naturelle, notamment sur l'île de Madère, où il décrit la sous-espèce de Pigeon ramier de l'île et le Pétrel de Madère. Par la suite il étudie les espèces de fourmi de Palestine.